# Totenfrau (Fernsehserie)
Totenfrau ist eine österreichisch-deutsche Fernsehserie mit Anna Maria Mühe als Bestattungsunternehmerin Brünhilde Blum. Regie führte Nicolai Rohde (Staffel 1) bzw. Daniel Geronimo Prochaska (Staffel 2). Das Drehbuch von Barbara Stepansky, Wolfgang Mueller, Benito Mueller, Mike Majzen und Nicolai Rohde basiert auf dem 2014 erschienenen gleichnamigen Roman von Bernhard Aichner.

## Handlung

### 1. Staffel

#### Folge 1 – Im Reich der Toten
Brünhilde Blum betreibt als Erbin ihrer Adoptiveltern ein Bestattungsunternehmen in Bad Annenhof, einem (fiktiven) Skiort in der Nähe von Innsbruck. Sie hatte eine schwere Kindheit, führt aber mittlerweile mit ihrem Ehemann Mark Thaler und ihren beiden Kindern Nela und Tim ein glückliches Familienleben. Bei ihnen lebt außerdem Marks Vater Karl Thaler. Mark arbeitet bei der Polizei in Innsbruck. Im Zuge seiner Polizeiarbeit hat er den syrischen Asylbewerber Reza Shadid kennengelernt und bei sich aufgenommen. Reza ist seitdem als Assistent von Brünhilde tätig. Sie wird von allen im Dorf, auch ihrer Familie, nur Blum oder Frau Blum genannt.
Das Glück der Familie wird zerstört, als Mark eines Morgens vor den Augen seiner Frau auf seinem Motorrad, einer Ducati, von einem Auto angefahren wird und bald darauf im Krankenhaus seinen Verletzungen erliegt. Die andere am Unfall beteiligte Person begeht Fahrerflucht. Die Polizei kann den Fahrer des Range Rover nicht ausfindig machen. Blum droht Wilhelm Danzberger, Marks Vorgesetztem, zur örtlichen Zeitung zu gehen, falls die Polizei-Dienststelle den Fahrer nicht ernsthaft suchen sollte. Danzberger fordert von Blum Marks Dienstwaffe zurück, die sie aber nicht hat; sie stellt sich die Frage, warum er sie nicht bei sich trug, als er Dienst hatte. Außerdem findet sie in Marks Jacke eine Milchschnittenverpackung, obwohl Mark laktoseintolerant war. Blum teilt Marks Arbeitskollegen Massimo Ricci den Verdacht mit, dass ihr Mann sie mit einer anderen Frau betrogen haben könnte. Massimo sagt allerdings, er glaube dies nicht.
Marks Motorrad ist nur äußerlich beschädigt und nach einer Reparatur in der Werkstätte des örtlichen Mechanikers Jochen wieder fahrbereit. Bei einer Spritztour findet Blum im Tankrucksack ein Mobiltelefon mit zahlreichen verpassten Anrufen von „D.“. Sie ruft den Kontakt zurück, es meldet sich eine Frauenstimme. Die Person legt allerdings gleich wieder auf, nachdem sich Blum anstelle von Mark gemeldet hat. In den Nachrichten im Handy findet sie die Koordinaten einer Hütte, wo sie auf eine junge Ausländerin namens Dunja trifft, die zunächst vor ihr wegläuft, dann aber Vertrauen fasst.

#### Folge 2 – Ein ganz großer Künstler
Dunja erzählt Blum, dass sie von mehreren Männern gemeinsam mit anderen Mädchen verschleppt wurde. Ihr gelang die Flucht, und Mark brachte sie später in ein Versteck. Einer der Männer hatte Polaroids von den Mädchen angefertigt. Die Männer trugen schwarze Latex-Masken in der Gestalt verschiedener Tiere. Dunja bittet Blum, nicht zur Polizei zu gehen und nicht selbst nach den Tätern zu suchen. Blum bietet Dunja bei sich Unterschlupf und hegt den Verdacht, dass einer von Dunjas Peinigern Mark ermordet haben könnte. Marks Kollege Massimo Ricci hat weiterhin keinen Hinweis auf den Fahrer des Range Rover.
Mark hatte Dunja für eine Nacht im Uniklinikum Ehlen untergebracht. Dort trifft Blum auf eine Mitarbeiterin der Klinik, die auf Marks Beerdigung war. Mark hatte ihr ebenfalls geholfen, als sie von ihrem Ex-Freund Morddrohungen erhalten hatte. Im Topcase von Marks Motorrad findet Blum außerdem ein Ticket der Mautstation Bad Annenhof, wo Mark Dunja aufgegriffen hatte. Der Mitarbeiter der Mautstation gibt Blum nur unwillig Auskunft und löscht nach ihrem Besuch die Aufzeichnungen der Überwachungskameras von jener Nacht, auf denen Dunja zu sehen war, wie sie halb nackt und verletzt aus dem Wald kommt.
In einer Kunstgalerie sucht Blum nach einem Künstler, der mit Polaroids arbeitet. Die Galeristin verweist sie an Edwin Schönborn, den einzigen Künstler in der Gegend, der diese Technik verwendet. Blum vereinbart mit Schönborn einen Termin für ein Fotoshooting. Edwin ist der Sohn von „Schneekönigin“ Johanna Schönborn, die das Hotel Schönborn betreibt. Blum erzählt Edwin von einer angeblichen Vergewaltigungsfantasie, wobei der Vergewaltiger eine schwarze Latex-Maske trägt. Außerdem habe Dunja ihn als einen ihrer Peiniger identifiziert. Edwin behauptet allerdings, Dunja nicht zu kennen, und schlägt sie nieder. Ihr gelingt es jedoch, ihn mit einem Elektroschocker außer Gefecht zu setzen.

#### Folge 3 – Fürchte dich vor den Lebenden
Nachdem Blum Edwin Schönborn mit dem Elektroschocker außer Gefecht gesetzt hat, bringt sie ihn in einem ihrer Särge zu sich nach Hause. Dort kann sie allerdings nur noch seinen Tod feststellen. Sie zerstückelt die Leiche und bringt die Teile in einem anderen Sarg unter, zusammen mit einer anderen Leiche. Sie nutzt fortan sein Mobiltelefon, um per Chatgruppe die anderen Täter zu finden. Am nächsten Tag kehrt sie in Edwins Atelier zurück, wo seine Mutter Johanna nach ihm sucht. Blum belauscht ihr Telefonat, wonach der Bauer Theile ihr Skischaukel-Projekt verhindern könnte. Bald darauf erscheint Theile in Blums Unternehmen, wo er sich nach Bestattungsmöglichkeiten für sich erkundigt, weil er an Lungenkrebs im Endstadium leidet.
Auf Schönborns Kamera findet Blum Fotos des Pfarrers Herbert Jaunig, der auch der Religionslehrer ihrer Tochter Nela sowie von Alex Schönborn, dem Neffen von Johanna Schönborn, ist. Jaunig trifft sich in der Kirche mit Bertl Puch, die beiden warten vergeblich auf Edwin Schönborn. Blum beichtet Jaunig, dass sie jemanden umgebracht habe. Nachdem sie ihn mit einem Elektroschocker sediert und gefesselt hat, konfrontiert sie ihn nach dem Aufwachen mit dem Vorwurf, junge Mädchen zu vergewaltigen und ihnen anschließend die Kehle durchzuschneiden. Laut Jaunig wollten Blums Eltern die Adoption damals rückgängig machen; ihm sei es gelungen, sie zu beschwichtigen. Blum übergießt Jaunig mit einer brennbaren Flüssigkeit und zündet ihn an, sodass er bei lebendigem Leib verbrennt.
Abends betrinkt sich Blum in einer Bar. Nach ihrer Heimkehr stellt sie fest, dass Dunja zwischenzeitlich verschwunden ist. Bei der Trauerfeier für Religionslehrer Jaunig entdeckt sie das Symbol der Bad Annenhofer Pfadfinder, das sie zuvor bei Edwin Schönborn und Pfarrer Jaunig eingebrannt gesehen hatte. Blum bittet Massimo Ricci um die Überprüfung des Kennzeichens eines Wagens, der ihr seit ein paar Tagen folgt. Laut Massimo ist das Auto auf die Schönborn AG von Johanna Schönborn zugelassen.

#### Folge 4 – Mutterliebe
Johanna Schönborn macht sich Sorgen um ihren Sohn Edwin und wendet sich deswegen an Wilhelm Danzberger. Mittlerweile ermittelt das Landeskriminalamt im Fall Jaunig, Danzberger fürchtet um seine eigene Position.
Blums Sohn Tim wird von Sebastian Hackspiel, einem Mitarbeiter der Johanna Schönborn für diskrete Angelegenheiten, entführt. Blum sucht daraufhin Johanna auf, die ihren eigenen Sohn seit einer Woche vermisst. Laut Johanna war Blum die letzte Begegnung mit Edwin. Er hatte seine Fotos automatisch in der Cloud gespeichert. Johanna nutzt die Entführung von Tim als Druckmittel, um ihren eigenen Sohn wiederzufinden. Blum droht Johanna wegen Kindesentführung zur Polizei zu gehen, Johanna teilt ihr daraufhin den Aufenthaltsort von Tim mit.
Bald darauf wird Dunja tot aus dem Fluss geborgen. Die Bestatterin Blum soll ihre Leiche in die Gerichtsmedizin bringen. Ihre Tochter Nela möchte unterdessen mit gestohlenem Formaldehyd aus dem Bestattungsinstitut als Partydroge bei einer Party beeindrucken. Blum sucht den Gastronomen Bertl Puch auf, einen früheren Schulkollegen von Pfarrer Jaunig und Fotograf Schönborn; auch um zu erfahren, wer Joe Blenk, der von Dunja genannte Vierte aus der Bande, ist. Bei einem Kampf zwischen Puch und Blum wird sie von ihm mit einem Messer im Oberschenkel verletzt und in einem Kühlraum eingesperrt.
In einem Nebenstrang erfährt man, dass Blums Adoptiveltern in ihrer Kindheit grausam zu ihr waren und sie beispielsweise zwangen, in einen Sarg zu klettern, der von ihrem Adoptivvater verschlossen wurde. Eine Szene zeigt, wie sie während eines Urlaubs auf einem Segelboot im Meer ihre Adoptiveltern kaltblütig ertrinken lässt.

#### Folge 5 – Im Gleichgewicht der Natur
Die bei dem Kampf mit Bertl Puch verwundete Blum wird von ihrem Assistenten Reza Shadid befreit. Dabei erschießt dieser Puch mit Marks Dienstwaffe, die er bei sich trägt. Reza hilft ihr außerdem bei der Reinigung des Tatorts und der Entsorgung der Leiche und gibt ihr die Waffe. Dabei übersehen sie eine Blutspur in der Küche, die Massimo Ricci später im Rahmen der Polizeirecherchen untersuchen lässt. Die Laboranalyse ergibt, dass es sich um menschliches Blut handelt.
Als Blum ihre Tochter Nela von der Rave-Party abholt, entdeckt sie, dass es sich bei dem von Dunja erwähnten Namen um keine Person, sondern den Namen einer alten Seilbahnstation handelt. Dunja wurde vermutlich in der Nähe festgehalten.
Blum besucht den Bauern Theile auf seinem Hof. Von ihm erfährt sie, dass Sebastian Hackspiel mit seiner Tochter Gerda liiert war, bis diese spurlos verschwand. Sie verdächtigt Hackspiel, dass er neben Edwin Schönborn, Herbert Jaunig und Bertl Puch auch einer der Entführer von Dunja war. Als Hackspiel sie auf dem Rückweg verfolgt, kann sie ihn stellen, mit vorgehaltener Waffe zwingen, sich nackt auszuziehen, und auf diese Weise seine Haut untersuchen. Allerdings kann sie bei ihm kein Pfadfinder-Brandmal finden. Blum bricht aufgrund ihrer Verletzung am Bein und des Blutverlustes bewusstlos zusammen. Hackspiel bringt sie daraufhin ins Krankenhaus. Dort findet sie heraus, dass es sich bei dem Arzt Dr. Ludwig um den vierten Mann handelt. Er gibt außerdem an, dass er Mark hätte retten können. Blum gelingt es, ihn mit einem Infusionsschlauch zu erdrosseln. Reza, der sie besuchen wollte, schleust sie und die Leiche aus dem Krankenhaus.
Polizeiinspektor Wilhelm Danzberger beginnt Verdacht zu schöpfen und Blum mit den Ereignissen in Verbindung zu bringen. Ute Ricci setzt ihren Mann Massimo vor die Tür, nachdem sie zufällig erfahren hat, dass er sich mit Blum auf einem Parkplatz im Polizeiauto vergnügt habe. Hackspiel bringt Blum einen USB-Stick, auf dem sich Aufnahmen mit Dunja und der Viererbande finden.

#### Folge 6 – Bis ans Ende
Blum wird auf dem Revier von der Polizei wegen des Brandanschlags auf Pfarrer Jaunig und des Verschwindens von Edwin Schönborn verhört. Allerdings muss sie mangels belastbarer Beweise freigelassen werden. Zudem gibt ihr Massimo Ricci ein falsches Alibi. Weil Massimo von seiner Frau verlassen wurde, lädt er Blum zu einem Abendessen bei sich zu Hause ein, wo er ihr eröffnet, dass er ihren Ohrring in der Gastwirtschaft „Puch-Stube“ gefunden hat, aber auf ihrer Seite stehe und ihr helfen werde.
Karl Thaler erhält die Nachricht, dass der Range Rover gefunden wurde. Das Fahrzeug sei vor einiger Zeit in der Werkstatt von Jochen gewesen. Jochen erklärt, dass das Fahrzeug nach der Reparatur zurück zur Polizei an Massimo gegangen sei. Währenddessen entdeckt Reza auf den Aufnahmen des USB-Sticks einen fünften maskierten Mann.
Blum stellt bei Massimo zufällig ebenfalls das Brandmal der Pfadfinder fest und konfrontiert ihn damit, dass er der fünfte Mann ist. Er gesteht, Mark und Dunja umgebracht zu haben.
In einem Rückblick erfährt man, dass Gerda Theile von der Fünferbande Edwin Schönborn, Bertl Puch, Ludwig, Jaunig sowie Massimo Ricci in deren Jugendzeit in einer Seilbahngondel vergewaltigt und anschließend getötet wurde.
Massimo schießt mehrmals auf den herbeigeeilten Reza Shadid. Dabei ersticht Blum Massimo, bevor dieser Reza erschießen kann.
In einer Rückblende wird Blum von ihrem Mann Mark gefragt, ob es ihre Eltern verdient hatten zu sterben. Sie antwortet darauf, es sei besser, dass sie tot sind. Er antwortet: „Dann ist es gut!“

### 2. Staffel

#### Folge 7 – Geister der Vergangenheit / Cellophan
Reza Shadid beobachtet auf dem Friedhof eine Graböffnung wegen Erbstreitigkeiten und DNA-Abgleich. Bestattungsunternehmerin Brünhilde Blum vermutet, dass sie vor zwei Jahren in den betreffenden Sarg Leichenteile von Edwin Schönborn, dem Sohn von Hotelchefin Johanna Schönborn, dazugelegt hatte. Möglicherweise waren es aber auch Teile von Bertl Puch. Blum und Reza bergen in der Nacht Leichtenteile aus dem Sarg, werden dabei aber beobachtet und flüchten, bevor sie alle Teile mitnehmen können.
Am nächsten Tag werden von der Polizei unter Wilhelm Danzberger und dessen Kollegen Daniel Lambert und Sabine am Grab Leichenteile gefunden, die nicht zur dort bestatteten Leiche gehören. Danzberger holt zur Unterstützung bei den Ermittlungen Birgit Wallner vom Bundeskriminalamt. Danzberger vermutet aufgrund eines Siegelrings am Finger, dass es sich um den vermissten Edwin Schönborn handelt und ordnet einen DNA-Abgleich mit Johanna an.
Während Rheza mit dem Leichenwagen unterwegs ist, wird Blum im Bestattungsinstitut von einem kahlköpfigen Mann niedergeschlagen und verletzt, als sie ihn beim Durchsuchen ihres Büros erwischt. Blum vermutet, dass Johanna hinter dem Angriff stecken könnte. Wallner holt Blum und Rheza zu einer Befragung auf die Polizeidienststelle. Blums Tochter Nela und Alex Schönborn, der Neffe von Johanna, beginnen zum Missfallen von Johanna eine Liebesbeziehung. Auf dem Heimweg wird Nela entführt.

#### Folge 8 – Hölle auf Erden / Vorhölle
Blum und Reza werden von BKA-Ermittlerin Wallner zum Fund der Leichenteile und der Bestattung vor zwei Jahren befragt. Reza darf die Polizeidienststelle bald wieder verlassen, Blum landet ohne Haftbefehl in der Arrestzelle, wo sie Mariah Nesbitt, die im Chez Nous tätig ist, kennenlernt. Der DNA-Abgleich der gefundenen Leichenteile vom Friedhof mit der DNA von Johanna Schönborn ergibt eine Übereinstimmung von 91 Prozent. Wallner denkt darüber nach, auch die anderen Gräber aus der Zeit, in denen Bertl Puch, Dr. Ludwig und Massimo Ricci verschwunden sind, zu öffnen.
Reza entdeckt, dass Nela in der Nacht nicht nach Hause gekommen war. Heribert Wagenschaub taucht im Verhörraum der Polizei auf und gibt sich als Blums Anwalt aus. Er zeigt ihr eine Videonachricht von Nela, die entführt wurde und in einem Container festgehalten wird. Laut Nela soll Blum Edwin Schönborns Video überbringen, dafür geben ihr die Entführer 72 Stunden Zeit. Wagenschaub selbst gibt an, damit nichts zu tun zu haben, sondern nur der Überbringer der Botschaft zu sein. Nachdem Blum mit Wagenschaub die Polizeidienststelle verlassen hat, taucht Dr. Frank Vollmert dort auf und stellt sich als Blums Anwalt vor. Vollmert wurde von Reza benachrichtigt. Nach der Rückkehr von Blum schlägt Reza ihr vor, die Polizei wegen Nela einzuschalten, Blum lehnt jedoch ab. Vom ebenfalls besorgten Alex erfährt Blum, dass er und Nela ein Paar sind. Blum vermutet, das Johanna Schönborn hinter Nelas Entführung steckt.
Die Polizei findet jenen kahlköpfigen Mann ermordet auf, der Blum im Bestattungsinstitut niedergeschlagen hatte. Blum wendet sich an Dr. Vollmert um Wagenschaub ausfindig zu machen. In seiner Wohnung gibt Wagenschaub gegenüber Blum an, nicht zu wissen, von wem das Erpresservideo stammt. Wagenschaub behauptet, USB-Sticks mit Videos anonym zu tauschen, er selbst sei nur Konsument der Videos. Als Wagenschaub einen Revolver aus seinem Schreibtisch nimmt, kommt es zwischen ihm und Blum zu einem Kampf. Dabei erschießt sie ihn mit seinem eigenen Revolver.

#### Folge 9 – Du wirst brennen / Haarscharf
Blum nimmt einen Daten-Stick des von ihr getöteten Anwalts Wagenschaub an sich und prüft sein Handy, um eine Spur zu den Entführer Spur zu den Entführern ihrer Tochter zu finden. Der Stick ist allerdings für Blum nicht lesbar.
Wagenschaubs Leiche wird mitsamt seinem Wagen von jenem Mitarbeiter von Badal Sarkissians Import/Export-Firma YAR in Brand gesetzt, der zuvor auch den kahlköpfigen Mann ermordet hatte. In dessen Navigationsgerät findet die Polizei die Adresse von Blum. BKA-Ermittlerin Wallner nimmt daher eine DNA-Probe von Blum, ein DNA-Abgleich ergibt eine Übereinstimmung.
Sebastian Hackspiel sucht Hotelchefin Johanna Schönborn auf, nachdem jemand bei ihm eingebrochen ist. Schönborn erzählt ihm von Badal Sarkissian, der Teilhaber an der Schönborn AG ist und plant, das ganze Geschäft zu übernehmen. Sie vermutet, dass er sowohl hinter dem Einbruch bei Hackspiel als auch hinter der Entführung von Blums Tochter steckt. Alex Schönborn belauscht das Gespräch seiner Tante mit Hackspiel. Von Johanna erhält Blum einen Hinweis auf die Firma YAR von Badal Sarkissian.
Als Blum von Wallner zur Fahndung ausgeschrieben wird, versteckt sie sich in einer Waldhütte. Währenddessen behauptet Rheza auf der Polizeidienststelle, Edwin Schönborn getötet zu haben.

#### Folge 10 – Falsches Geständnis / 4Ever
BKA-Ermittlerin Wallner möchte Blum verhaften, Danzberger hält den dafür betriebenen Aufwand allerdings für überzogen, insbesondere weil sie mit Reza einen Verdächtigen auf der Dienststelle habe, der den Mord an Edwin Schönborn gestanden hat. Wallner schenkt dem falschen Geständnis von Reza keinen Glauben und vermutet, dass Reza Blum deckt.
Sowohl Blum als auch Sebastian Hackspiel machen sich auf die Suche nach Badal Sarkissian und dessen Schwester Tamar. Von einer Polizeistreife werden zwei Personen aufgegriffen, die in einem Container auf dem Gelände der YAR festgehalten wurden. Nach einer Phantomzeichnung wurden die beiden von Blum befreit. Wallner veranlasst daraufhin eine Hausdurchsuchung bei der YAR und in Sarkissians Haus. Blum bedroht Tamar mit einer Waffe, um den Aufenthaltsort ihrer Tochter zu erfahren, später ruft sie auf deren Mobiltelefon Sarkissian an, um Tamar gegen ihre Tochter zu tauschen. Bei Wagenschaub findet die Polizei passwortgeschützte Videodateien mit Snuff-Filmen.
Wallner findet in den Aufzeichnungen über Edwin Schönborn Ermittlungen wegen sexueller Belästigung, Verdacht auf versuchte Vergewaltigung und Körperverletzung. Die Ermittlungen wurden damals eingestellt, nachdem alle ihre Anzeigen zurückgezogen hatten. Die von Blum entführte Tamar kann Blum überwältigen, bevor sie Blum erschießen kann, wird Tamar von Hackspiel getötet. Hackspiel und Blum begraben die Leiche von Tamar im Wald.
Alex Schönborn meldet dem Polizisten Daniel Lambert die Entführung von Nela. Lambert packt daraufhin Alex in seinen Kofferraum und fährt mit ihm zu Sarkissian, bei dem Lambert Schulden hat. Alex wird in den Container zu Nela gebracht. Blum und Hackspiel suchen Mariah Nesbitt im Chez Nous und bitten sie um Hilfe. Sie soll anstelle von Tamar zum Austausch mit Nela fahren, damit Sarkissian glaubt, dass es sich um seine Schwester handelt. Landeshauptmannskandidat Lange wird mit einem Snuff-Video erpresst, auf dem er als Teilnehmer an einer Vergewaltigung zu erkennen ist.

#### Folge 11 – Auge um Auge / Quitt
Blum trifft Sarkissian auf einer Brücke. Sarkissian glaubt, dort seine tatsächlich mittlerweile tote Schwester Tamar gegen Nela zu tauschen. Anstelle von Tamar hat Blum die mit einer schwarzen Perücke verkleidete Mariah Nesbitt mitgebracht. Allerdings geht der Austausch schief, Hackspiel wird von Sarkissians Scharfschützen getötet. Sarkissian zieht sich mit Nela zurück.
Wallner wird zwischenzeitlich von ihrem Vorgesetzten vom Fall Blum abgezogen. Gleichwohl möchte sie zu Sarkissian fahren. Lambert versucht, sie davon abzubringen, und es kommt schließlich zu einem Kampf zwischen den beiden, bei dem Wallner Lambert mit einem Stich in den Hals mit einem Korkenzieher tötet. Nachdem Reza seine Falschaussage zurückgezogen hat, wird er von der Polizei freigelassen. Danzberger lässt ihn aber weiter observieren.
Landeshauptmannskandidat Lange befindet sich weiter im Wahlkampf. Die Presse vermutet einen Geldwäscheskandal und befragt Lange zu seiner Verbindung zur SAR, da Sarkissian im Aufsichtsrat der Schönborn AG sitzt, die den Wahlkampf von Lange sponsert. Sarkissian möchte verschwinden und fordert von Johanna Schönborn, dass er sie auszahlt. Gegen einen Koffer mit Bargeld erhält Johanna ihren Neffen Alex zurück, den Sarkissian als Geisel hatte. Blum nimmt Kontakt mit Wallner auf und spielt ihr eine Aufnahme von Sarkissian vor, in der er ihr droht, Nela zu ermorden. Blum bittet Wallner, ihr bei der Suche nach Nela zu helfen. Wallner nimmt Sarkissian fest und stellt bei ihm Schönborns Bargeldkoffer sicher.

#### Folge 12 – Tag der Abrechnung / Gefangene
Wallner findet in Sarkissians Unterlagen einen Kaufvertrag für eine baufällige Immobilie, die von Sarkissian für den Landeshauptmannkandidaten Richard Lange gekauft wurde. Nachdem Nela dort möglicherweise festgehalten wird, fahren Blum sowie Wallner mit Sarkissian dorthin, wo Sarkissian von seinem Handlanger befreit wird.
Nach dem Wahlsieg von Richard Lange lässt ihn Johanna Schönborn wissen, dass sie auf ein paar Genehmigungen bereits länger wartet. Sie sei seine neue beste Freundin, aber bei ihr müsse er keine Maske tragen.
In dem verfallenen Gebäude findet Blum ihre Tochter im Keller. Dort erschießt Blum einen Handlanger von Sarkissian, bevor sie selbst einen Bauchstich durch Sarkissian erleidet, der darauf von Blum angeschossen wird. Blum und Nela ergreifen die Flucht. Wallner wird bei einem Schusswechsel mit einem Handlanger von Sarkissian verletzt. Zwischen Blum und Sarkissian kommt es im Freien zu einer weiteren Schlägerei. Er sticht ein weiteres Mal auf sie ein, woraufhin Nela Sarkissian von hinten mit einem Metallrohr niederschlägt.
Im Radio wird berichtet, dass die Polizei im Garten eines Anwesens in Telfs die Leichen von drei jungen Frauen entdeckt hat. Es wird ein Zusammenhang mit einem Menschenhändler-Ring vermutet. Das Anwesen gehört Landeshauptmann Richard Lange. Wallner erliegt ihrer Schussverletzung, Lange begeht mit seiner Waffe Suizid. Die im Rollstuhl sitzende Blum, Nela, Tim, Reza, Johanna und Alex Schönborn wohnen dem Begräbnis von Hackspiel bei.

## Produktion und Hintergrund

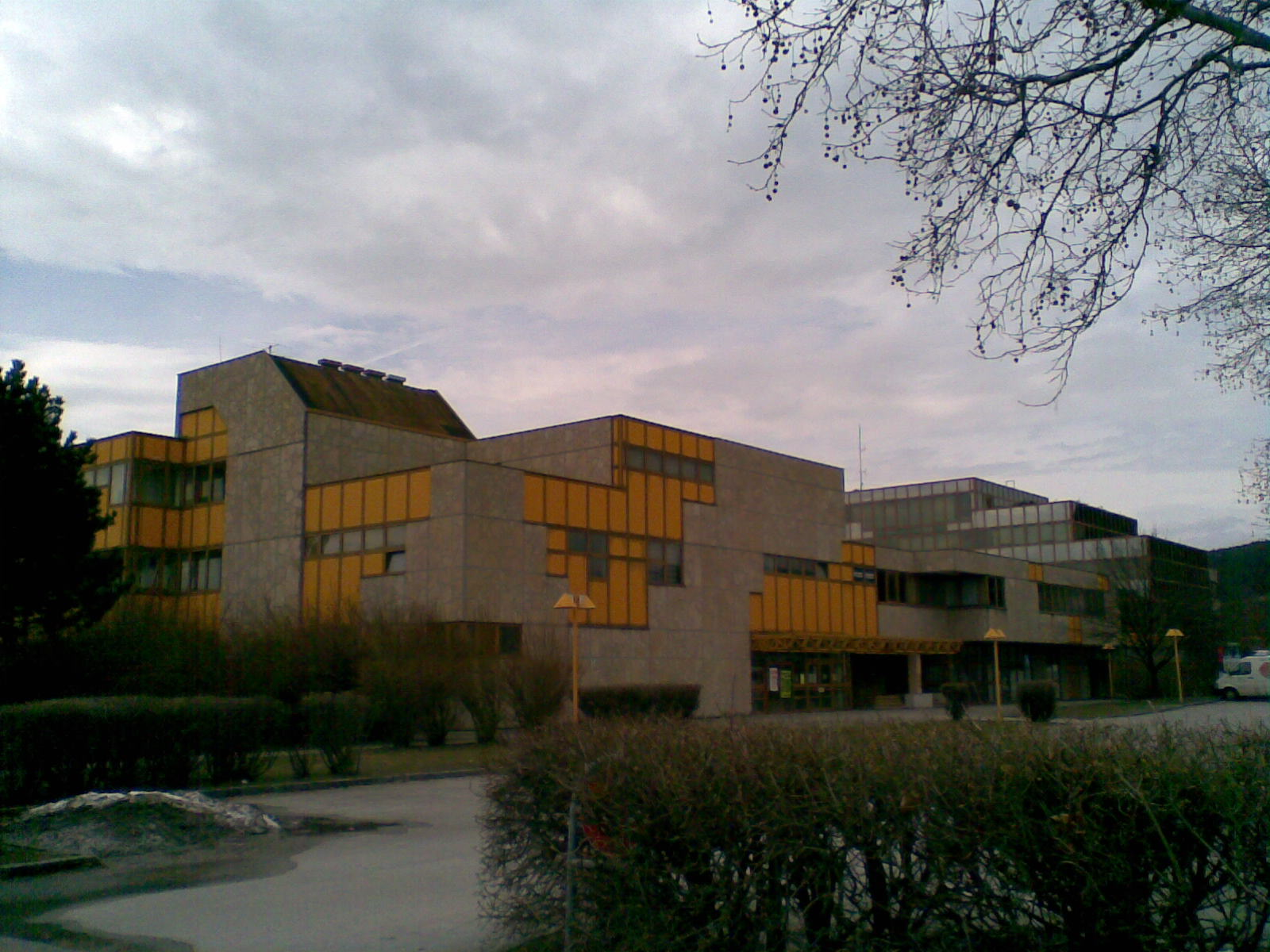
Einer der Drehorte: Das Stadtzentrum der Stadtgemeinde Ternitz

Die Dreharbeiten der ersten Staffel fanden vom 20. April bis zum 9. Juli 2021 in Tirol, Wien und Niederösterreich statt. Drehort waren unter anderem das Stadtzentrum der Stadtgemeinde Ternitz, wo Szenen entstanden, die in einer Polizeistation und in Nelas Schule spielen. Im selben Jahr wurde dort für die ARD/ORF-Serie Euer Ehren gedreht. Produzent Thomas Hroch ist der Enkel des aus Ternitz stammenden Filmproduzenten Karl Spiehs. In Tirol wurde unter anderem an der Talstation der Venetbahn sowie im Sellrain gedreht, wo ein Begräbnis nachgestellt wurde. Auch in Kühtai wurde gedreht; das Wohnhaus der Familie Blum befindet sich hier in der Ortsmitte. Weitere Drehorte waren die Ötztaler Gletscherstraße, der Inn bei Roppen, das Hotel Riml in Hochgurgl und die Werkstatt der Ötztaler Verkehrsgesellschaft (ÖVG).
Produziert wurde die Serie von der österreichischen Mona Film (Produzenten Thomas Hroch und Gerald Podgornig) und der deutschen Barry Films (Produzenten Benito Mueller und Wolfgang Mueller) in Ko-Produktion mit SquareOne Productions (Produzent Al Munteanu), beteiligt waren der ORF und Netflix. Unterstützt wurde die Produktion von der Cine Tirol Film Commission.
Die Kamera führte Stephan Burchardt, die Montage verantworteten Melanie Schütze und Wolfgang Weigl und das Casting Mai Seck. Den Ton gestalteten Gregor Manhardt und Dietmar Zuson, das Szenenbild Alexander Scherer, das Kostümbild Anna Zeitlhuber und die Maske Danijela Brdar und Miyu Haydn.
Totenfrau ist nach Freud (2020) die zweite Zusammenarbeit von Netflix mit dem ORF. Für Netflix wurden die sechs Folgen in zwölf Sprachen synchronisiert und mit 32 verschiedenen Sprachen untertitelt.
Im Unterschied zum Buch wurde in der Serie das Bestattungsinstitut von Innsbruck in die Tiroler Bergwelt verlegt. Die Kinder von Blum sind in der Serie etwas älter als im Roman, in dem sie Mutter zweier Mädchen ist, während es in der Serie ein Bub und ein Mädchen sind. Außerdem wurde in der Serie eine Nebenstrang rund um Tochter Nela ergänzt.
Die Dreharbeiten zur zweiten Staffel fanden von Februar bis Mitte Mai 2024 erneut in Tirol, Wien und Niederösterreich statt. Drehorte waren der Achensee, Vomp, Innsbruck, Seefeld, Ladis/Fiss, Kühtai und Kitzbühel, die Hohe Wand und Muthmannsdorf sowie das Rathaus in Ternitz. Autor Bernhard Aichner hatte in der Folge Du wirst brennen (ca. 10:50) der zweiten Staffel einen Cameo-Auftritt als Autofahrer, der Blum in seinem Pick-up mit Lienzer Kennzeichen mitnimmt. Aichner ist im Bezirk Lienz aufgewachsen.

## Veröffentlichung
Die Erstausstrahlung der ersten Staffel im ORF erfolgte am 7., 10. und 14. November 2022 jeweils in Doppelfolgen, auf Netflix wurde die Serie am 5. Januar 2023 veröffentlicht. Premiere der ersten beiden Folgen war am 5. Oktober 2022 im Innsbrucker Leokino. Im Ersten lief die Serie am 25. November 2023 in einem Zug mit Unterbrechung nach vier Folgen.
Die zweite Staffel wurde in Doppelfolgen ab dem 24. Februar 2025 auf ORF1 erstmals ausgestrahlt, am 19. März 2025 wurde diese in das Programm von Netflix aufgenommen.

## Episodenliste

### Staffel 1
| Nr. (ges.) | Nr. (St.) | Originaltitel                 | Erstausstrahlung Österreich/Deutschland           |
| ---------- | --------- | ----------------------------- | ------------------------------------------------- |
| 1          | 1         | Im Reich der Toten            | 7. November 2022 / 25. November 2023 (Das Erste)  |
| 2          | 2         | Ein ganz großer Künstler      | 7. November 2022 / 25. November 2023 (Das Erste)  |
| 3          | 3         | Fürchte dich vor den Lebenden | 10. November 2022 / 25. November 2023 (Das Erste) |
| 4          | 4         | Mutterliebe                   | 10. November 2022 / 25. November 2023 (Das Erste) |
| 5          | 5         | Im Gleichgewicht der Natur    | 14. November 2022 / 25. November 2023 (Das Erste) |
| 6          | 6         | Bis ans Ende                  | 14. November 2022 / 26. November 2023 (Das Erste) |

### Staffel 2
| Nr. (ges.) | Nr. (St.) | Deutscher Titel | Originaltitel             | Erstausstrahlung Österreich | Deutschsprachige Erstausstrahlung (DE) |
| ---------- | --------- | --------------- | ------------------------- | --------------------------- | -------------------------------------- |
| 7          | 1         | Cellophan       | Geister der Vergangenheit | 24. Feb. 2025               | 19. März 2025                          |
| 8          | 2         | Vorhölle        | Hölle auf Erden           | 24. Feb. 2025               | 19. März 2025                          |
| 9          | 3         | Haarscharf      | Du wirst brennen          | 3. März 2025                | 19. März 2025                          |
| 10         | 4         | 4Ever           | Falsches Geständnis       | 3. März 2025                | 19. März 2025                          |
| 11         | 5         | Quitt           | Auge um Auge              | 10. März 2025               | 19. März 2025                          |
| 12         | 6         | Gefangene       | Tag der Abrechnung        | 10. März 2025               | 19. März 2025                          |

## Rezeption

### Kritiken
Tilmann P. Gangloff vergab auf tittelbach.tv vier von sechs Sternen und meinte, dass sich die Geschichte auch kürzer hätte erzählen lassen. Die Krimiebene sei aber jederzeit fesselnd. Großen Anteil an der Komplexität der Handlung habe nicht zuletzt die charakterliche Tiefe der Figuren. Einige alptraumhafte Szenen seien der pure Horror.
Marcus Kirzynowski schrieb auf Wunschliste.de, dass die Serie mehr auf vordergründige Effekte als auf innere Logik setze. Hinter den Gimmicks scheine eine ebenso konventionelle wie konstruierte Geschichte durch, die man so ähnlich auch schon ein Dutzend Mal gesehen habe. Auf der Suche nach einem spannenden Kleinstadt-Thrillerdrama mit psychologischen Abgründen und glaubhafter Charakterentwicklung sei man mit Euer Ehren besser bedient.
Michael Hanfeld befand in der Frankfurter Allgemeinen Zeitung, dass die Serie erkennbar glatt auf weltweite Vermarktung getrimmt sei, von Lokalkolorit sei keine Spur. Schwarzen Humor gebe es allenfalls in Spurenelementen, die Dialoge entsprächen der üblichen Handelsware. Dafür lege sich die Regie bei den Actionszenen ins Zeug und bei der Darstellung unappetitlicher Details herrsche keine Zurückhaltung.
Oliver Armknecht bewertete die Serie auf film-rezensionen.de mit sechs von zehn Punkten. Wer einen einigermaßen realistischen Krimithriller sehen möchte, der sei hier eher falsch, weil die Ereignisse auf geradezu groteske Weise eskalieren würden.
Jan Freitag meinte dagegen auf Dwdl.de, dass durch den Bruch zahlloser Krimisehgewohnheiten das Ganze bald hochinteressant werde. Dafür müsse man zwar anderthalb Stunden konventioneller Nordic-Noir-Dramaturgie überstehen, aber es lohne sich.
Kurt Sagatz schrieb auf tagesspiegel.de zur zweiten Staffel, dass das geniale Trio Anna Maria Mühe, Michou Friesz und Peter Kurth über manche holzschnittartige Figurenzeichnung hinwegtröste.

### Quoten
Die Erstausstrahlung der ersten beiden Folgen im ORF im November 2022 sahen bis zu 714.000 Personen, durchschnittlich waren bei der ersten Folge 703.000 und bei der zweiten Folge 692.000 Zuseher dabei, der Marktanteil betrug jeweils 25 Prozent. Durchschnittlich erreichte die Thriller-Serie 585.000 Zuschauer bei einem Marktanteil von 21 Prozent.
Der Erstausstrahlung im Ersten im November 2023 folgten 3,24 Millionen Zuschauer, der Marktanteil betrug 11,9 Prozent.
Auf Netflix verzeichnete die erste Staffel 2023 insgesamt 21,9 Millionen Abrufe und lag damit auf dem zweiten Platz der Serien aus der D-A-CH-Region.
Die erste Folge der zweiten Staffel sahen bei Erstausstrahlung im ORF am 24. Februar 2025 bis zu 553.000 Personen. Im Durchschnitt sahen die erste Episode 540.000 Personen bei einem Marktanteil von 20 Prozent und 511.000 Personen die zweite Folge (19 Prozent Marktanteil). Im Schnitt sahen 517.000 Personen bei einem Marktanteil von 18 Prozent die zweite Staffel.
Im ersten Halbjahr 2025 verzeichnete die zweite Staffel 6,4 Millionen Views auf Netflix, die erste Staffel kam bis inklusive erstem Halbjahr 2025 auf insgesamt 30,8 Millionen Views.

## Auszeichnungen und Nominierungen
Romyverleihung 2023
- Nominierung in der Kategorie Beliebteste Schauspielerin Serie/Reihe (Anna Maria Mühe)[40]
- Nominierung in der Kategorie Beste Serie TV/Stream[41]